# Kawkareik
Kawkareik (birm. ကော့ကရိတ်) – miasteczko w Mjanmie, w stanie Karen, dystrykcie Kawkareik i township Kawkareik.
Miejscowość leży przy drodze z Ba-an do Myawadi.